# Сан-Джиминьяно
Сан-Джиминьяно (итал. San Gimignano) — итальянский город в провинции Сиена в Тоскане. Расположен в 56 км к юго-западу от Флоренции на вершине холма высотой 334 м. Население — 7743 жителя. Один из самых живописных и посещаемых туристами городов Тосканы.
Покровителями города считаются святой Геминиан, в честь которого назван город (празднование 31 января), а также святая Фина (празднование 12 марта). 
Укреплённый средневековый город вырос на вершине холма — четырнадцать суровых башен из серого камня видны издалека на фоне светло-бирюзового неба. Из-за необычной архитектуры высоких башен-убежищ, возведённых в основном в XII веке, город прозвали «Сан-Джиминьяно красивых башен» (итал. San Gimignano dalle belli torri).
Достигнув наивысшего расцвета во времена Средневековья, с тех пор город мало изменился, сохранив средневековый облик, включая городские стены и четырнадцать каменных башен — «небоскрёбов средневековья». Городской статус Сан-Джиминьяно признан королевским указом от 29 апреля 1936 года.
Город Сан-Джиминьяно, несмотря на некоторые реставрации XX века, в основном нетронут с XIV века и является одним из лучших примеров организации городов в эпоху коммун в Европе. C 1990 года исторический центр Сан-Джиминьяно входит в число объектов Всемирного наследия ЮНЕСКО.

## История
В III веке до н. э. на месте современного города Сан-Джиминьяно возникло небольшое поселение этрусков.
После упадка этрусского могущества на этом месте было построено римское укрепление Сильвия (лат. silva — «лес»). Посёлок превратился в город в X веке н. э. и получил название Сан-Джиминьяно в честь моденского епископа Геминиана (320—397), который, согласно легенде, остановил у стен города орды гуннов под руководством Аттилы.
В 929 году король Италии Уго Прованский предоставил епископу Вольтерры Адоларду право владения Башенной горой и замком Сан-Джиминьяно.
До 1199 года, когда Сан-Джиминьяно получил своего первого подеста (правителя), город оставался под властью епископов близлежащей Вольтерры. В дальнейшем город бурно рос благодаря проходящей через него из Северной Европы в Рим дороги франков (Via Francigena), важнейшему торговому и паломническому пути того времени. Население его достигало 15 тыс. человек, что вдвое превышает современную численность жителей. 
На рубеже конца IX - начала X века появился рынок и поселение. В конце X века поселение было окружено городскими стенами. Замок оказался в центре поселения. 
После этого был построен замок для гражданских властей.
При епископе состоял совет. Совет состоял из добрых людей (boni homines), и участвовал в управлении городом. С середины XII века добрых люди были преобразованы в консулов комунны.
Город делился на городские округи (контандо), которыми управляли капитаны (каттаны). Каттаны подчинялись консулам комунны.
Сан-Джиминьяно установил хозяйственные связи с Пизой, Луккой и Сиеной.
К середине XII века главным продуктом экспорта Сан-Джиминьяно стал шафран. Шафран экспортировался в Геную, Лукку Вольтерру, Пизу, на Сардинию, в Шампань и Прованс, на Левант.
Выращивалось зерно, производилось оливковое масло.
Население делилось на крестьян, купцов, ремесленников. 
С 1230-х годов ремесленники объединялись в цехи. В XIV веке насчитывалось до 11 цехов ремесленников, включая судей, нотариев, купцов, шерстянников, портных, кузнецов, строителей, каменщиков, мясников, каретников, парикмахеров.
В 1262 году город опоясали крепостные стены (ит.) длиной 2177 м. Позднее они были усилены пятью цилиндрическими башнями. 
В то же время Сан-Джиминьяно стал ареной непрерывной борьбы между семействами Ардингелли (гибеллины) и Сальвуччи (гвельфы). В 1238—1253 годах в Сан-Джиминьяно жила и умерла местночтимая католическая верующая Фина (Серафима), являющаяся одной из покровительниц города.
Междоусобицы, а также чумное поветрие 1348 года, более чем на 60 % сократившее население города, подорвали благополучие средневековой республики, и в 1352 году город перешёл под власть Флоренции. Чума накатывалась на эти места ещё дважды — в 1464 и 1631 годах. Последовавший упадок экономики превратил Сан-Джиминьяно в бедное захолустье. Отсутствие нового строительства фактически законсервировало средневековый город, на что уже в XIX веке обратили внимание путешественники.

## Экономика
Население коммуны в основном специализируется на обслуживании туристов. В Сан-Джиминьяно и окрестностях имеется ряд отелей, гостевых домов, ресторанов, сувенирных лавок. Город известен белым вином Верначча ди Сан-Джиминьяно, вырабатываемым из винограда сорта верначча, выращиваемого в окрестностях. Вино с 1993 года обладает высшей категорией DOCG и является наиболее популярным тосканским белым вином.

## Достопримечательности

### Башни
Основной архитектурной «изюминкой» Сан-Джиминьяно являются четырнадцать средневековых башен, построенных в XI—XIII веках наиболее знатными семействами, желавшими подчеркнуть своё общественное положение. Всего было выстроено, по разным данным, от 70 до 76 башен. До наших дней сохранились немногие, в том числе дом Куньянези, дом Песчиолини, палаццо Франчези-Чеккарелли с несимметричным фасадом, выстроенным для того, чтобы обойти ограничения на строительство, установленные в 1255 году. Некоторые «небоскрёбы» достигают высоты 50 метров.
- Кампанила Колледжиаты
- Торри дельи Ардингелли
- Торре деи Беччи
- Торре Киджи (1280)
- Торре деи Куньянези
- Торре дель Дьяволо
- Торре Гросса (1311), 54 м
- Башня дворца Пеллари
- Торре Роньоза, 51 м
- Торри деи Сальвуччи

Русский писатель и путешественник П. П. Муратов, посетивший в начале XX столетия Сан-Джиминьяно на пути в Сиену, писал:

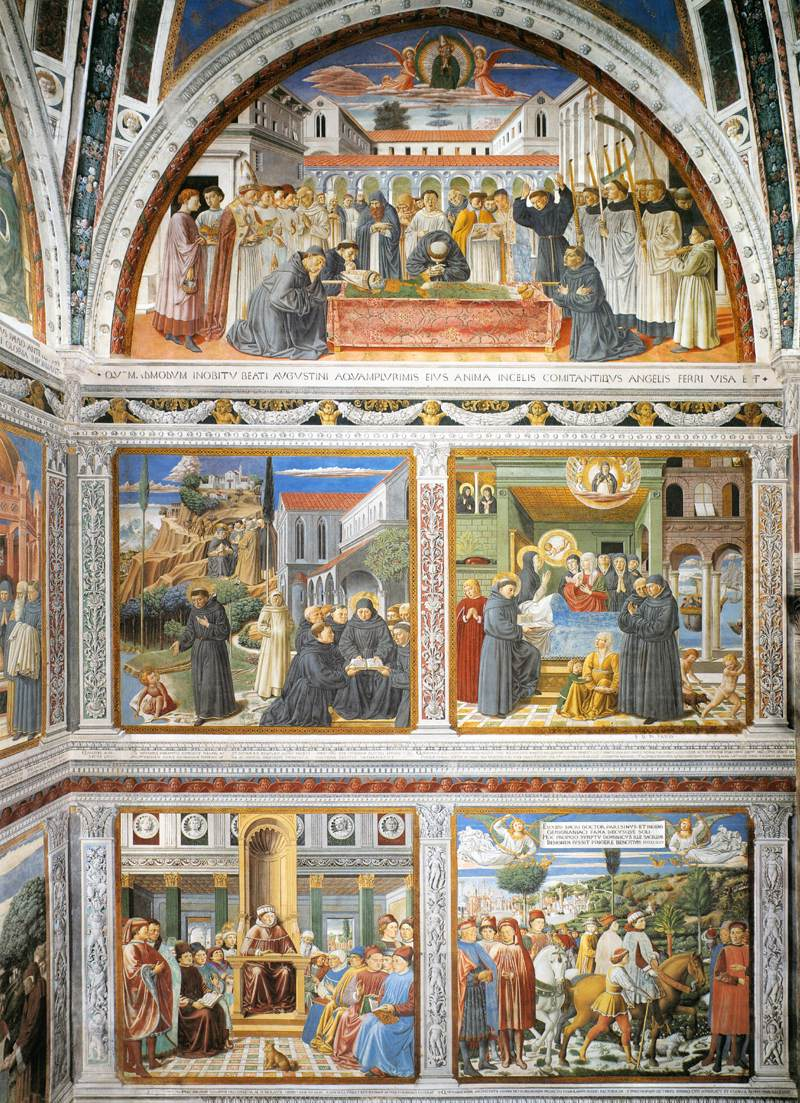
Фреска Гоццоли в церкви Сант-Агостино

Башни составляют гордость и славу Сан Джиминьяно. Они делают его историческим чудом, сбывшимся сном о гвельфах и гибеллинах, о Данте, о благочестивых сьенских «фресканти». В XIV веке их строила крошечная городская республика, строили местные знатные фамилии. Они до сих пор хранят старые имена, ещё и теперь одну из них называют башней Сальвуччи и другую, по имени непримиримых врагов этой фамилии, башней Ардингелли. В таких же башнях были когда-то Флоренция и Сьена. Там время и новые потребности жизни их уничтожили. Их сохранил только этот маленький городок, обойденный благами и соблазнами культуры. Он охранял эти бесполезные и странные сооружения, точно лучшее своё достояние. В XVII веке городское управление предписало горожанам под строгою ответственностью поддерживать неприкосновенность башен, а тем, кто допустил их разрушение, приказало восстановить их в первоначальном виде..

### Другие достопримечательности
Средневековый город строился вокруг двух расположенных неподалёку площадей — треугольной Пьяцца делла Чистерна, украшенной живописным колодцем, и Пьяцца дель Дуомо, на которой располагаются такие примечательные здания, как Палаццо Веккьо дель Подеста (1239), а также ряд палаццо с башнями. Здесь же находится палаццо Коммунале (1288—1323), в котором размещается муниципалитет, а также художественная галерея, в которой хранятся произведения Филиппино Липпи, Беноццо Гоццоли, Пинтуриккио и других мастеров флорентийского кватроченто. Освящённая в 1148 году соборная церковь (Колледжата, или церковь Вознесения Девы Марии) в XV веке была существенно расширена и перестроена флорентийцем Джулиано да Майано. Собор сохранил ряд шедевров треченто и кватроченто: фрески Страшного суда, рая и ада Таддео ди Бартоло (1393), «Мученичество Святого Себастьяна» Гоццоли, а также цикл фресок Доменико Гирландайо в капелле св. Фины. 
В городе также расположены освящённая в 1298 году церковь Сант-Агостино с фресками Гоццоли, капелла святого Бартоло, церкви святого Якопо, святого Петра, св. Лоренцо, св. Бартоло, пятиугольная крепость Монтестаффоли (Rocca di Montestaffoli), выстроенная флорентийцами в 1353 году. Заметным памятником военного зодчества является городская стена с пятью башнями и круглым бастионом.
Музей Сан-Джиминьяно располагается в бывших залах дворцов Гамуччи и Фикарелли. Музей состоит из 10 выставочных галерей, в одной из которых находится внушительная реконструкция города, каким он был в период Средневековья. Помимо этого, в палаццо дель Пропозитура находится музей религиозного искусства. Также присутствуют археологический музей, демонстрирующий находки этрусского и древнеримского периода из окрестностей, и орнитологический музей.
С 1924 (по другим данным — с 1920) года в последние выходные июля в городе проходит ежегодный фестиваль искусств Dentro e Fuori le Mura, в рамках которого под открытым небом проводятся концерты, ставятся оперные постановки, демонстрируются фильмы. Основной площадкой фестиваля выступает крепость.
Известно, что 7 мая 1300 года Данте, выполняя важную дипломатическую миссию, которая касалась разрастающегося противоречия между Папой и Флоренцией, выступил в палаццо подесты Сан-Джиминиано. В память об этом событии в данном палаццо до сих пор показывают «зал Данте».
В феврале 2010 года в историческом центре города открыт музей истории и искусства Сан-Джиминьяно1300.

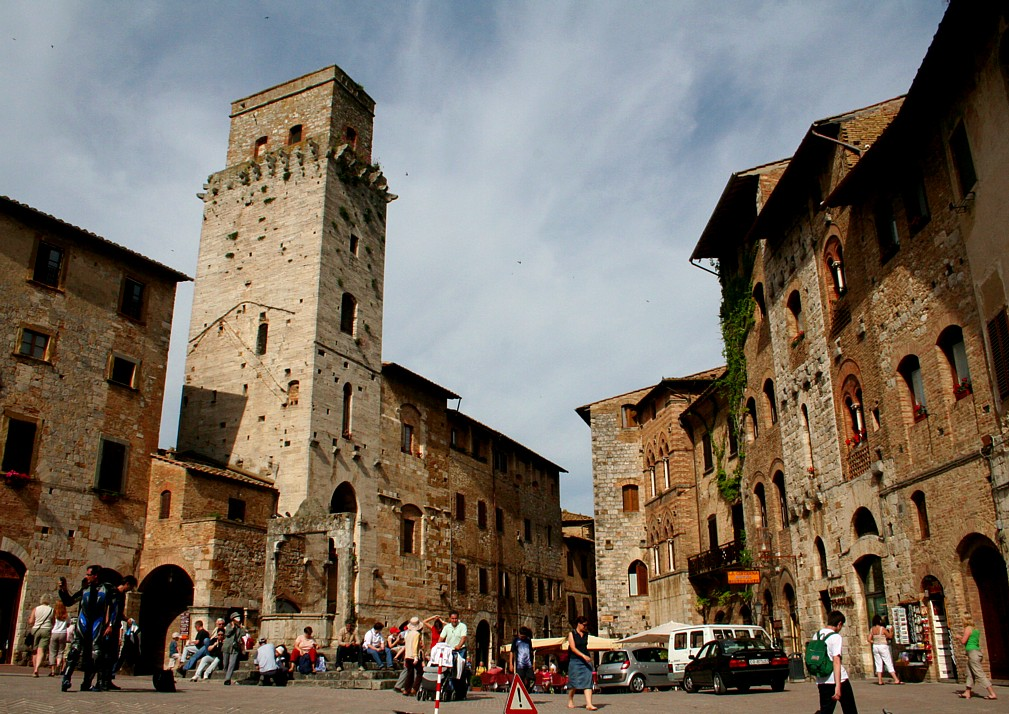
Пьяцца делла Чистерна
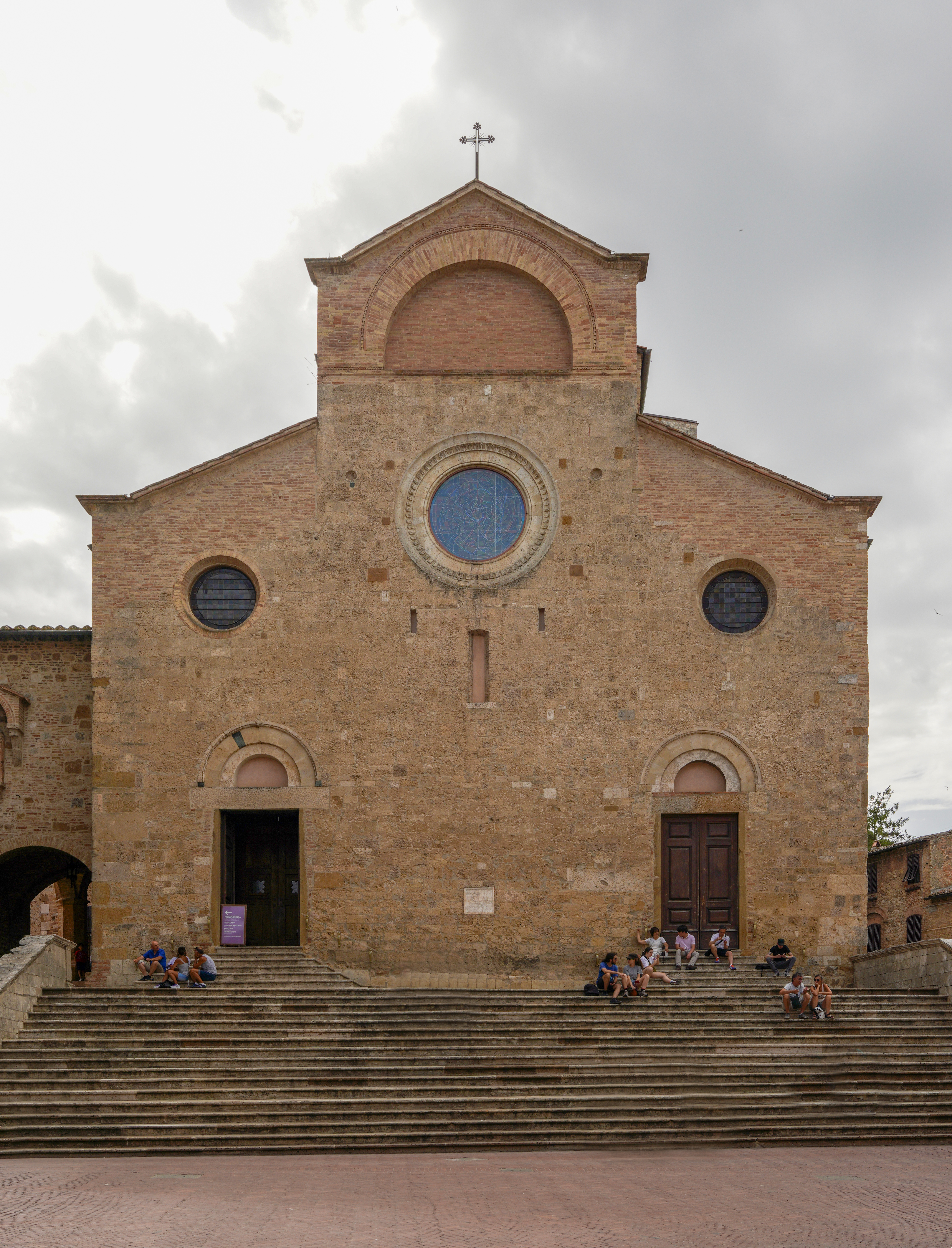
Колледжата (Коллегиальная церковь)
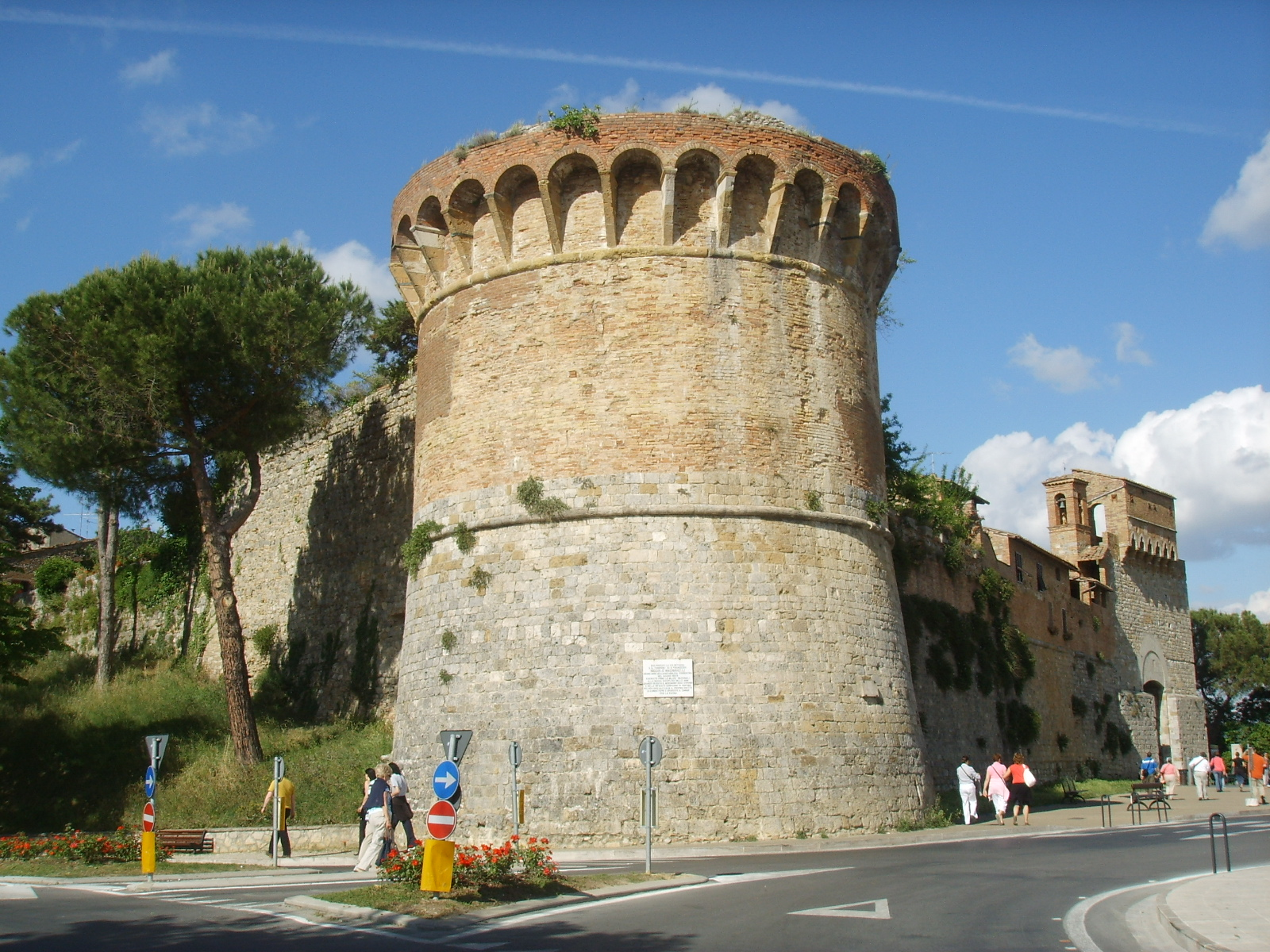
Городская стена с бастионом
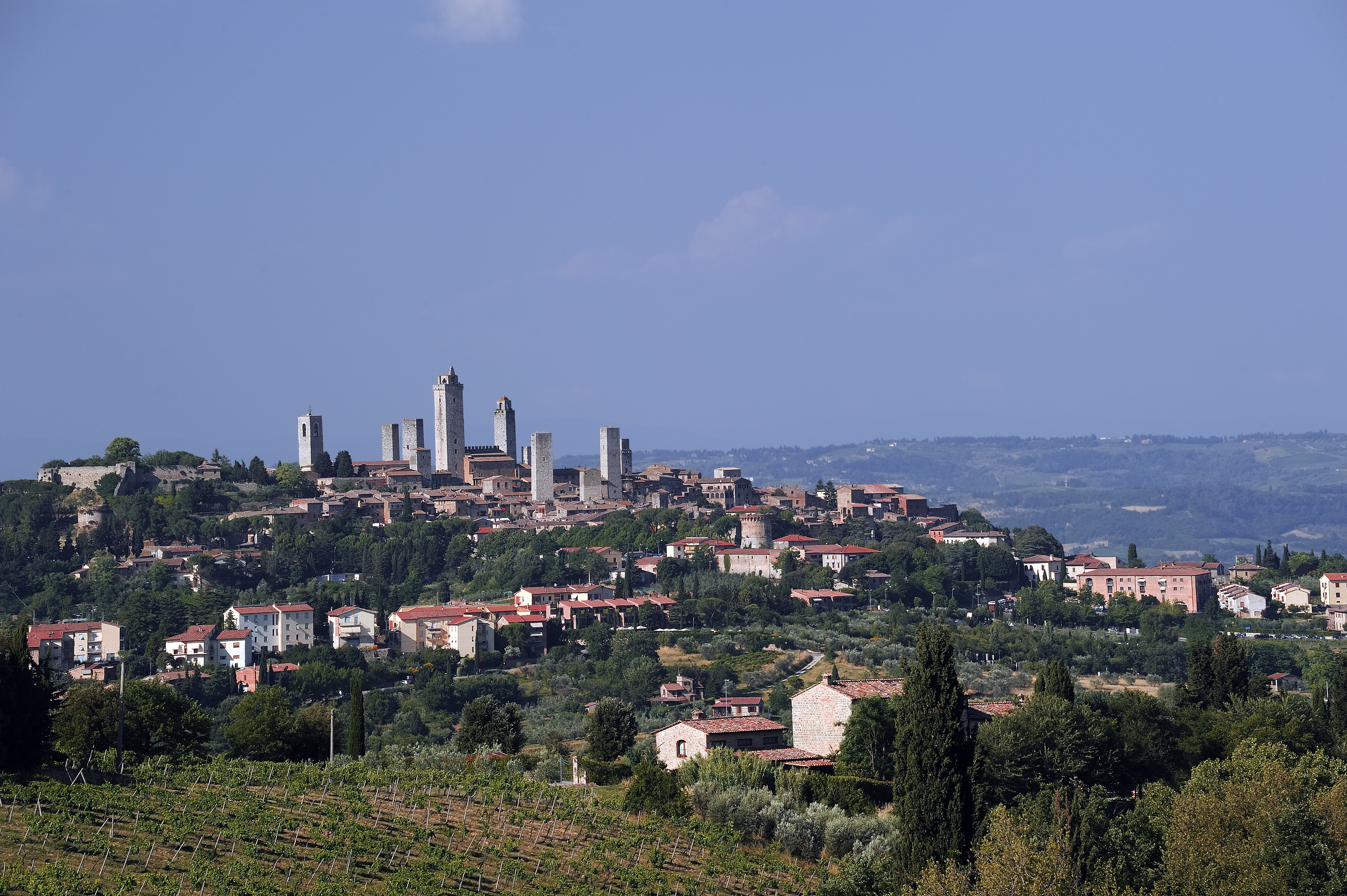
На подъезде к городу
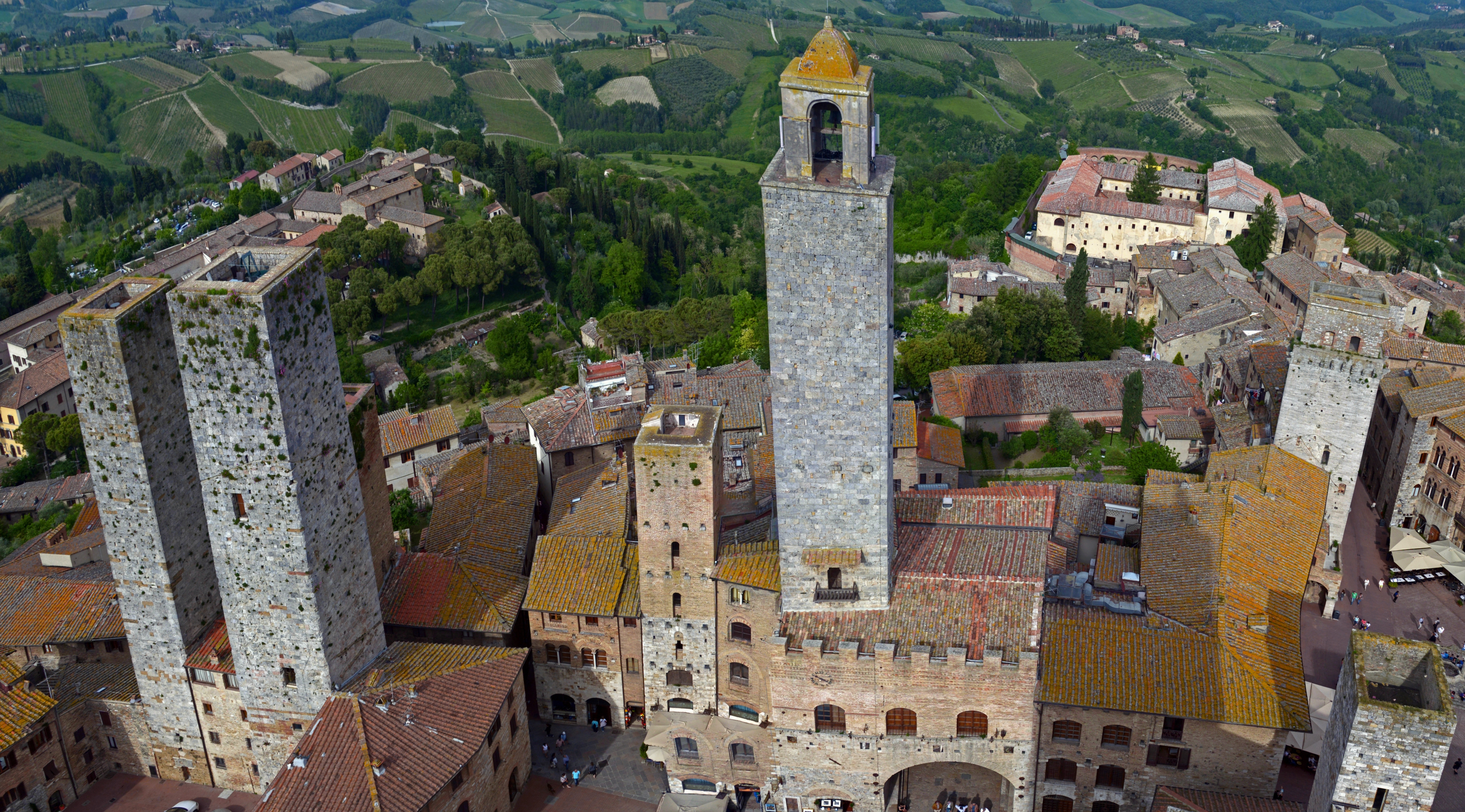
Вид с башни Торре Гросса
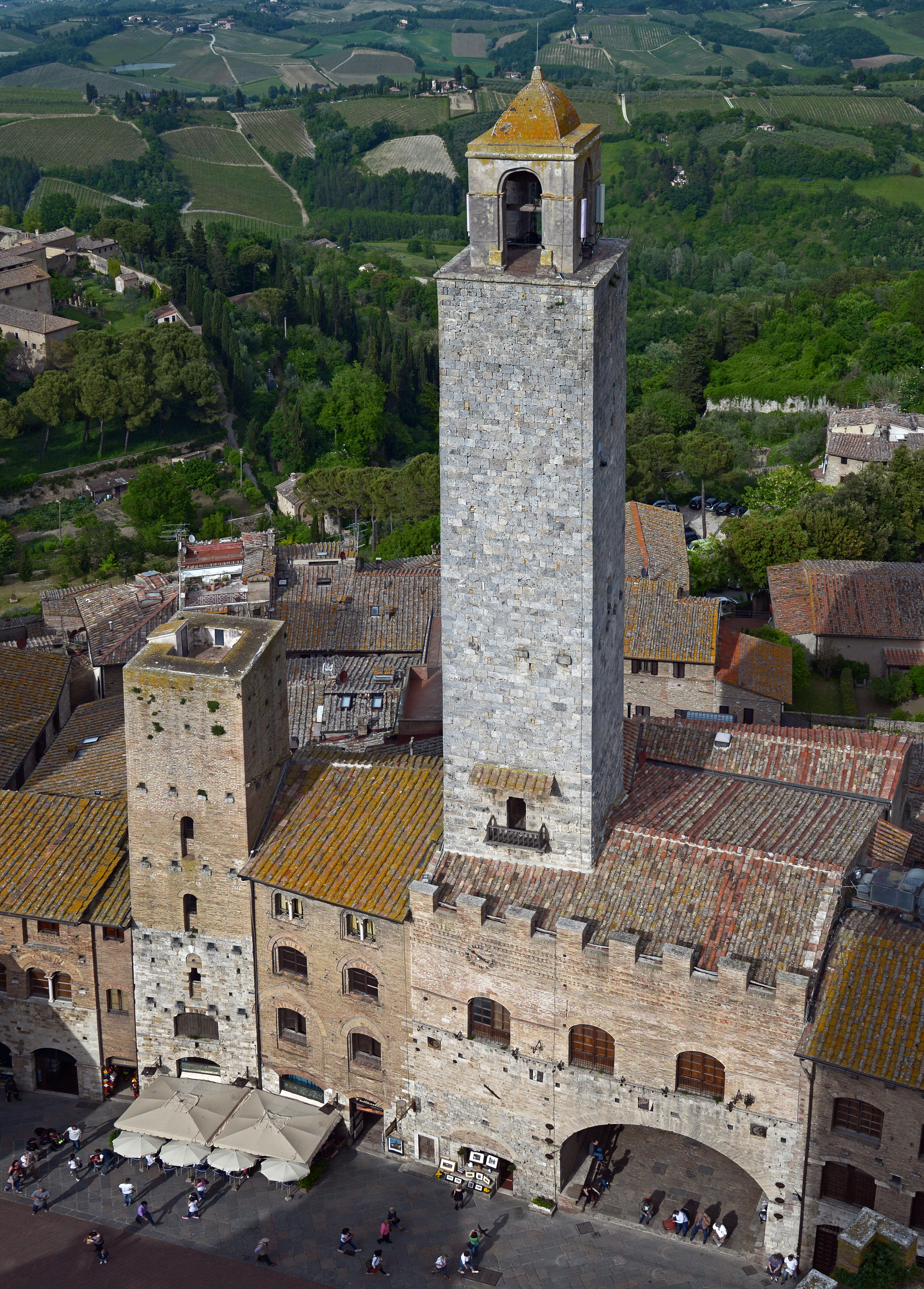
Торре Роньоза

## В культуре
Сан-Джиминьяно под названием Монтериано был изображён Э. М. Форстером в романе 1905 года «Куда боятся ступить ангелы». В 1991 году здесь была снята британская экранизация романа.
В городе происходит существенная часть действия кинофильма Франко Дзеффирелли «Чай с Муссолини» (1999). На исходе Второй мировой войны героини ленты, пожилые англичанки, самоотверженно спасают от уничтожения уходящими немцами башни Сан-Джиминьяно. 
Здесь же Дзеффирелли снимал ряд сцен фильма о Франциске Ассизском «Брат Солнце, сестра Луна». Действие этих сцен помещено в Ассизи.
В фильме Ива Аллегре «Чудеса случаются только раз» (1951) Сан-Джиминьяно показан как романтическое место зарождения любви главных героев (в исполнении Жана Маре и Алиды Валли). До Второй мировой войны город показан малолюдным и провинциальным, после войны — шумным и суетливым, ставшим туристической меккой для влюбленных со всего мира.
В компьютерной игре Assassin's Creed II (действие разворачивается в конце XV века) одной из игровых локаций является Сан-Джиминьяно.